# Naubolus micans
Naubolus micans là một loài nhện trong họ Salticidae.
Loài này thuộc chi Naubolus. Naubolus micans được Eugène Simon miêu tả năm 1901.